# NUBP1
NUBP1 (англ. Nucleotide binding protein 1) – білок, який кодується однойменним геном, розташованим у людей на 16-й хромосомі. Довжина поліпептидного ланцюга білка становить 320 амінокислот, а молекулярна маса — 34 534.
| 10         |  | 20         |  | 30         |  | 40         |  | 50         |
| ---------- |  | ---------- |  | ---------- |  | ---------- |  | ---------- |
| MEEVPHDCPG |  | ADSAQAGRGA |  | SCQGCPNQRL |  | CASGAGATPD |  | TAIEEIKEKM |
| KTVKHKILVL |  | SGKGGVGKST |  | FSAHLAHGLA |  | EDENTQIALL |  | DIDICGPSIP |
| KIMGLEGEQV |  | HQSGSGWSPV |  | YVEDNLGVMS |  | VGFLLSSPDD |  | AVIWRGPKKN |
| GMIKQFLRDV |  | DWGEVDYLIV |  | DTPPGTSDEH |  | LSVVRYLATA |  | HIDGAVIITT |
| PQEVSLQDVR |  | KEINFCRKVK |  | LPIIGVVENM |  | SGFICPKCKK |  | ESQIFPPTTG |
| GAELMCQDLE |  | VPLLGRVPLD |  | PLIGKNCDKG |  | QSFFIDAPDS |  | PATLAYRSII |
| QRIQEFCNLH |  | QSKEENLISS |  |            |  |            |  |            |

A: Аланін

C: Цистеїн

D: Аспарагінова кислота

E: Глутамінова кислота

F: Фенілаланін

G: Гліцин

H: Гістидин

I: Ізолейцин

K: Лізин

L: Лейцин

M: Метіонін

N: Аспарагін

P: Пролін

Q: Глутамін

R: Аргінін

S: Серин

T: Треонін

V: Валін

W: Триптофан

Кодований геном білок за функцією належить до фосфопротеїнів. 
Задіяний у таких біологічних процесах, як біогенез та деградація війок, ацетилювання, альтернативний сплайсинг. 
Білок має сайт для зв'язування з АТФ, нуклеотидами, іонами металів, іоном заліза, групою 4Fe-4S, залізо-сірчаною групою. 
Локалізований у цитоплазмі, цитоскелеті, ядрі, клітинних відростках, війках.